# Allahu Akbar (himno)
Allahu Akbar (árabe: الله اكبر, español: Alá es Grande) es un canto militar egipcio compuesto por Adballa Shams El-Din con letra de Mahmoud El-Sherif, popular entre los militares durante la guerra del Sinaí. Funcionó como himno nacional de Libia durante la vigencia de la Gran Yamahiriya Árabe Libia Popular Socialista (1977-2011), gobierno liderado por el coronel Muamar el Gadafi.
También fue himno de Libia durante la República Árabe Libia (1969-1977).

## Letra
| En árabe | Transliteración | En español |
| الله أكبر الله اكبر الله أكبر فوق كيد المعتدي الله للمظلوم خير مؤيدي أنا باليقين وبالسلاح سأفتدي بلدي ونور الحق يسطع في يدي قولوا معي قولوا معي الله الله الله أكبر الله فوق المعتدي الله اكبر الله اكبر يا هذه الدنيا أطلي واسمعي جيش الأعادي جاء يبغي مصرعي بالحق سوف أرده وبمدفعي وإذا فنيت فسوف أفنيه معي قولوا معي قولوا معي الله الله الله اكبر الله فوق المعتد الله اكبر الله اكبر قولوا معي الويل للمستعمر وﷲ فوق الغادر المتجبر الله أكبر يا بلادي كبري وخذي بناصية المغير ودمري قولوا معي قولوا معي الله الله الله أكبر الله فوق المعتدي الله اكبر الله اكبر !الله اكبر الله اكبر | Allāhu Akbar! Allāhu Akbar! Allāhu Akbar fawqa kaydi l-muʿtadī. Allāhu li-l-maẓlūmi xayru muʾaydi. Anā bi-l-yaqīni wa-bi-s-silāḥi saʾaftadī. Baladī wa-nūru l-ḥaqqi yasṭaʿu fī yadī. Qūlū maʿī Qūlū maʿī. Allāhu Allāhu Allāhu Akbar! Allāhu fawqa l-muʿtadī! Allahu Akbar! Allahu Akbar! Yā hađihi d-dunyā aṭillī w-asmaʿī. Jayšu l-aʿādī jāʾ yabgī maṣraʿī. Bi-l-ḥaqqi sawfa arduhu wa-bumadfaʿī. Wa-iđā finīt fusūf afnīhi maʿī Qūlū maʿī Qūlū maʿī. Allāhu Allāhu Allāhu Akbar! Allāhu fawqa l-muʿtadī! Allāhu akbar! Allāhu akbar! Qūlū maʿī l-waylu li-l-mustaʿmiri. Wa-llāhu fawqa l-gāṣibi l-mutakabbiri. Allāhu akbaru yā bilādī kabbirī. Wa-xuđī bin-aṣīyâti l-mugīri wa-dammirī. Qūlū maʿī Qūlū maʿī. Allāhu Allāhu Allāhu Akbar! Allāhu fawqa l-muʿtadī! Allāhu Akbar! Allāhu Akbar! Allāhu Akbar! Allāhu Akbar | Alá es grande, Alá es grande. Alá está por encima de los trucos de cualquier atacante, Y Alá es la mejor ayuda para los oprimidos. Alá está por encima de los trucos de cualquier atacante, Y Alá es la mejor ayuda para los oprimidos. Con certeza y con armas voy a defender a mi nación, La verdad de la luz que brilla en mi mano; Dilo conmigo, dilo conmigo: ¡Alá, Alá, Alá es lo más grande! ¡Alá es grande por sobre los trucos del atacante! (Estribillo) Oh este mundo, miren y escuchen: El enemigo vino codiciando mi posición, Voy a combatir con el escudo de la verdad, ¡Y si muero le, llevaré conmigo! Dilo conmigo, dilo conmigo: ¡Alá, Alá, Alá es lo más grande! ¡Alá es grande sobre los trucos del atacante! (Estribillo) ¡Dilo conmigo: hay que acongojar al colonialista! ¡Y Alá está sobre el egoísta invasor! ¡Dilo conmigo: hay que acongojar al colonialista! ¡Y Alá está sobre el egoísta invasor! ¡Dilo conmigo patria mía: Alá está observando a los enemigos! ¡Les hace inclinar la cabeza y los destruye! Dilo conmigo, dilo conmigo: ¡Alá, Alá, Alá es grande! ¡Alá es grande por sobre los trucos del atacante! |